# Аверков, Александр Константинович
Александр Константинович Аверков (бел. Аляксандр Канстанцінавіч Аверкаў; род. 23 января 1960, Аркадак) — белорусский журналист, телеведущий, артист театра и кино. Ведущий дирекции информационного вещания ЗАО «Второй национальный телеканал». Заслуженный деятель культуры Республики Беларусь (2010). Лауреат Государственная премия Республики Беларусь (2006).

## Биография
Родился 23 января 1960 года в Аркадаке Саратовской области. В 1984 году окончил Щепкинское училище (курс В. И. Коршунова). По распределению стал работать на Белорусском телевидении в качестве актёра разговорного жанра главной дирекции программ для детей, режиссёром спортивных передач. С июня 2002 года — ведущий программ «Наши новости» и «Контуры» ЗАО «Второй национальный телеканал».
Первый раз был женат на сокурснице, актрисе Белорусского государственного молодёжного театра Елене Акулёнок.
Дочь Ольга: окончила факультет культурологии Белорусского государственного университета культуры и искусств, работает в проекте «Прогноз погоды».
Сын Глеб — врач, живёт в Москве.
Сейчас женат на Анжелике Аверковой (фамилия до брака Черняева): продюсер и режиссёр, окончила аспирантуру московского института повышения квалификации работников телевидения и радиовещания, защитила кандидатскую диссертацию по специальности искусствоведение в области экранных искусств.
В свободное время отдаёт предпочтение поддержанию физической формы. В последние годы активно снимается в российских сериалах.

## Награды
- 2004 — Государственная премия Республики Беларусь
- 2006 — Медаль Франциска Скорины[3]
- 2010 — Заслуженный деятель культуры Республики Беларусь[4][5]

## Фильмография
- 1984 — Инопланетянка —  Павел Германович в молодости
- 1985 — Большое приключение — брат Олега
- 1986 — Михайло Ломоносов — студент
- 2002 — Закон — Сергеев
- 2004 — Мужчины не плачут — Кондаков
- 2008 — Вызов — Рукавишников
- 2012 — Испытание верностью — хозяин фирмы Николай Викторович Завьялов
- 2015 — В созвездии Стрельца — Аркадий Иванович Вольский
- 2016 — Укради меня — Борис Иванович Терехов, отец Агнии
- 2018 — Вокально-криминальный ансамбль — заместитель министра внутренних дел
- 2018 — Четыре кризиса любви — Геннадий
- 2019 — Чёрный пёс — Лимонов
- 2020 — Агеев — Валерий Малышев, генерал ФСБ в отставке
- 2020 — Дед Морозов — немецкий генерал Штирхен